# HMS Resolution (1892)
Pour les autres navires du même nom, voir HMS Resolution.
Le HMS Resolution est un cuirassé pré-Dreadnought de classe Royal Sovereign de la Royal Navy.

## Histoire
Après des essais quelques jours avant, la commission le place à Portsmouth le 5 décembre 1893 pour servir dans la Channel Squadron. Lors d'un voyage à Gibraltar peu de temps après sa mise en service, il subit un gros roulis par mauvais temps et est contraint de retourner en Irlande, puis à Devonport pour des réparations. Des questions sont soulevées au Parlement au sujet de sa stabilité et de son endurance. Début août 1894, le Resolution est une unité de la "Fleet Red" lors des manœuvres annuelles organisées dans les Southwest Approaches. Il est placé dans la Channel Fleet le 9 avril 1895. Le 18 juillet 1896, il entre en collision avec son sister-ship HMS Repulse, subissant de légers dommages au placage et à la quille. Il participe néanmoins aux manœuvres annuelles du 24 juillet au 30 juillet 1896, cette fois au large des côtes sud-ouest de l'Angleterre et de l'Irlande dans le cadre de la "Fleet A".
Le 26 juin 1897, le Resolution fait partie de la revue navale à Spithead pour le jubilé de diamant de la reine Victoria. Du 29 juillet au 4 août 1899, il participe aux manœuvres annuelles dans l'Atlantique dans le cadre de la "Fleet A". L'été suivant, il participe de nouveau aux manœuvres annuelles dans les Southwest Approaches fin juillet et début août 1900, cette fois dans le cadre de la "Fleet A2". Il est mis en réserve à Portsmouth le 9 octobre 1901, mais le 17 novembre 1901, il est remis en service par le capitaine James Goodrich pour servir de navire de garde à Holyhead avec les officiers et l'équipage du précédent navire de garde, le cuirassé HMS Colossus.
Le capitaine Cecil Burney est nommé commandant le 27 mai 1902, en tant que Flag captain du contre-amiral George Atkinson-Willes, commandant en second de la Home Fleet lors de la revue du couronnement tenue à Spithead le 16 août 1902 pour le couronnement du roi Edouard VII. Après la fin des manœuvres, le capitaine John Edward Bearcroft est nommé commandant le 16 septembre 1902, lorsqu'il revient à son poste à Holyhead et le contre-amiral Atkinson-Willes transfère le drapeau au cuirassé HMS Empress of India. Le 8 avril 1903, il est mis à nouveau dans la réserve pour subir un carénage.
Le Resolution est remis en service le 5 janvier 1904 pour relever le cuirassé HMS Sans Pareil en tant que navire de garde au port de Sheerness. Le 20 juin 1904, il est transféré à la flotte de réserve à Chatham. À l'été 1906, il participe à des manœuvres au cours desquelles il subit de légers dommages lorsqu'il entre en collision avec son sister-ship HMS Ramillies le 15 juillet 1906. Plus tard dans l'année, il subit un autre carénage à Chatham. Le 12 février 1907, le Resolution est transféré à la division des services spéciaux de la Home Fleet à Devonport. Il reste dans ce service jusqu'au 8 août 1911. Il est ensuite mis à l'écart à la Motherbank, en attente d'une élimination. Le 2 avril 1914, le Resolution est vendu comme ferraille pour 35 650 £ à F. Rijsdijk ; le mois suivant, il est remorqué aux Pays-Bas pour y être démoli.